# Cultureel-erfgoeddecreet
Het Cultureel-erfgoeddecreet van 6 juli 2012 (officiële titel: Het decreet van 6 juli 2012 houdende het Vlaams cultureel-erfgoedbeleid) is een subsidie-instrument van de Afdeling Cultureel-Erfgoed van het Departement Cultuur, Jeugd en Media van de Vlaamse Gemeenschap dat de ondersteuning van de Vlaamse erfgoedsector regelt.
Het decreet bevat de regels op basis waarvan de Vlaamse Gemeenschap het cultureel-erfgoedveld in Vlaanderen ondersteunt en subsidieert. Het ondersteunen en subsidiëren van cultureel-erfgoedorganisaties vormt samen met het beschermen van cultureel erfgoed (geregeld door het Topstukkendecreet) een van de pijlers van het cultureel-erfgoedbeleid.
Het Cultureel-erfgoeddecreet gaat alleen maar over het roerend en immaterieel erfgoed.

Het gaat dus over cultureel erfgoed in:
- musea
- archiefinstellingen
- erfgoedbibliotheken
- heemkundige kringen en andere verenigingen die zich bezighouden met roerend en immaterieel erfgoed
- cultureel erfgoed dat niet in musea, archiefinstellingen of erfgoedbibliotheken wordt bewaard: verhalen, rituelen, processies, tradities, gebruiken enz. De Vlaamse Gemeenschap ondersteunt initiatieven die organisaties daarvoor nemen als ze aan de voorwaarden en de criteria van het decreet voldoen.

Het onroerend-erfgoedbeleid en dus het beleid naar monumenten, landschappen en archeologische sites wordt geregeld via andere decreten. Initiatieven voor monumenten, landschappen en archeologische sites kunnen dus niet op basis van het Cultureel-erfgoeddecreet gesubsidieerd worden.